# Mammisi

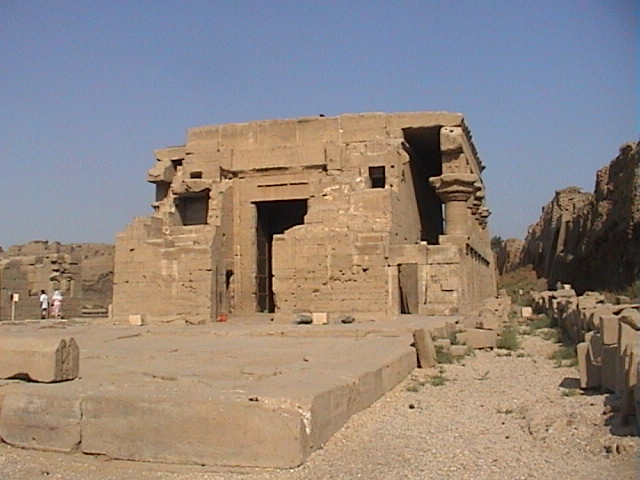
Mammisi przy świątyni Hathor w Denderze

Mammisi – w architekturze egipskiej typ niewielkiej budowli kultowej, umownie zwanej świątynią narodzin. 
Nazwa nadana przez J.F. Champolliona rodzajowi specjalnej kaplicy wznoszonej przed pylonami prowadzącymi do sali hypostylowej. Obiekty te otaczał perystyl. Obchodzono w nich uroczystości związane z narodzinami boskiego potomka, przenosząc podczas misteriów narodzin boga-króla posąg bogini-matki. 
Powstawały w sąsiedztwie wielkich sanktuariów od Okresu Późnego przez cały okres grecko-rzymski. Najlepiej zachowane mammisi znajdują się przy świątyniach w Denderze, Edfu i na wyspie File.